# Якоб Енг
Якоб Енг (норв. Jacob Eng, нар. 14 вересня 2004, Осло, Норвегія) — норвезький футболіст, нападник клубу «Волеренга».

## Ігрова кар'єра
Якоб Енг є вихованцем столичного клубу «Люн», де він починав грати у молодіжній команді. У 2021 році він перейшов до складу іншого столичного клубу «Волеренга». У матчі з «Сарпсборгом» дебютував у першій команді.
У 2022 році Енг взяв участь у матчах першого раунду Ліги конференцій.